# Гінцівська стоянка

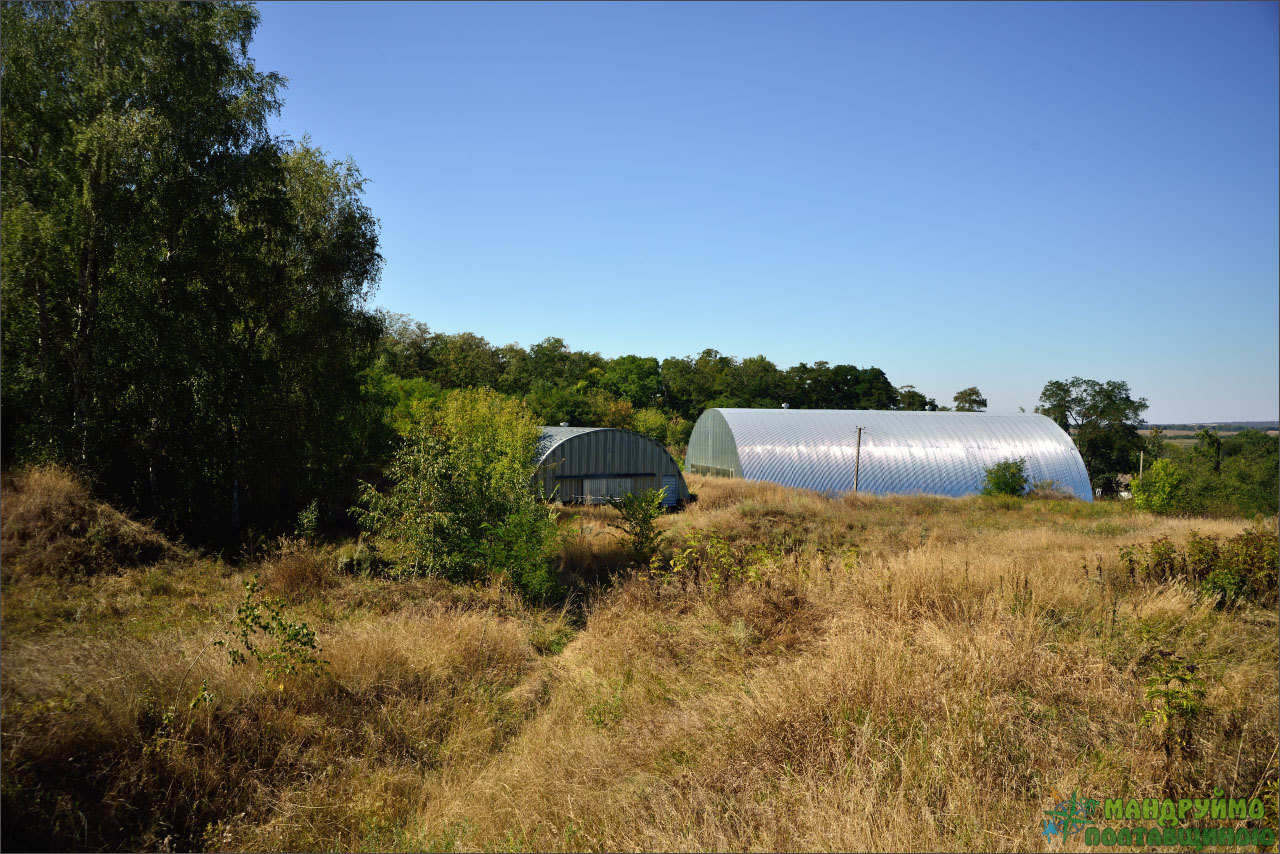
Гінцівська стоянка

Гінцівська стоянка — пізньопалеолітична стоянка в селі Гінці Лубенського району Полтавського області України, на берегах річки Удай.
Занесена до Державного реєстру нерухомих пам'яток України постановою Кабінету Міністрів України від 03.09.2009 № 928. Датована приблизно 13 000—15 000 роками тому.

## Історія археологічних досліджень
1871 року під час господарських робіт на території маєтку Кир'якова Григорія Степановича у с. Гінці виявлено кістки мамонта та розщеплені кремені. За його сприяння вивчення стоянки 1873 року проводили археолог Ф. Камінський та геолог К. Феофілактов. Федір Камінський встановив існування палеоліту на Подніпров'ї, спростувавши пануючу на той час думку данського археолога Й. Ворсо (дан. Jens Jacob Asmussen Worsaae) про неможливість заселення європейської частини території Російської імперії палеолітичними людьми. Костянтин Феофілактов виконав геологічний опис стоянки. Це була перша відкрита пізньопалеологічна стоянка у Східній Європі.
На початку XX століття М. І. Криштафович провів геологічні дослідження стоянки. У 1904—1906 внаслідок безсистемного розкопування значної частини стоянки, її було фактично знищено. 
У 1914—1915 археолог Щербаківський Вадим Михайлович організував масштабні і по-справжньому науково-комплексні дослідження стоянки. Під час досліджень він знайшов унікальний археологічний об'єкт — житло з кісток мамонта. Після вивчення житло було засипане землею. У розкопках Щербаківському допомагав археолог Городцов Василь Олексійович. Гінцівську стоянку під час цих досліджень відвідували геологи — академіки Вернадський В. І., Павлов О. П., професор Мірчник Г. Ф., палеонтолог, академік Павлова М. В.. У своїх дослідженнях Вовк Ф. К. використовував матеріали розкопок.
Деякі дослідження проводилися у 1919.
Нові комплексні розкопки були проведені 1935 під керівництвом Левицького І. Ф., участь брали також Брюсов А. Я. і Підоплічко І. Г.. Дослідження мало на меті пошук і реконструкцію житлових комплексів. Було розкрите, виміряне, замальоване та знову засипане житло знайдене Щербаківським В. М. У результаті розкопок було виявлено 5 культурних шарів і запропонована теорія про знаходження багатьох різночасових стоянок.
У 1952 під час невеликих розкопок, що проводилися співробітниками Лубенського музею, були виявлені кістки мамонта.
Протягом 1977—1980 на стоянці проводили розкопки московські археологи під керівництвом Сергіна В. Я. Було розібрано житло та ями з кістками мамонта та інших тварин, складені плани кісткових залишків житла. Також виявлено дві нові концентрації культурних залишків.
Чергові розкопки проводяться з 1992 під керівництвом Яковлевої Л. А. з метою уточнення її датування, вивчення детальної стратиграфії стоянки. У 1993—1994 брали участь у дослідженнях французькі вчені Ф. Джінджан, Е. Дескро, В. Дюжарден. Було знайдено залишки найбільшого житла з черепів та кісток мамонтів різного віку діаметром сім метрів.
Розкопки мають закритий тип, проводяться під надійним захистом першого в Україні переносного ангара, конструкція якого відповідає всім міжнародним нормам і широко використовується при сучасних розкопках в Західній Європі.
Координати — 50.15126, 32.75326

## Знахідки
Серед цікавих знахідок, було знайдено фрагмент кістки мамонта, із нанесеними різьбленими відмітками. Фрагмент не зберігся, але був задокументований і зберігся замальований ескіз, виконаний В. Щербаківським. В центрі фрагмента існує тонка вигнута лінія, від якої відходять насічки різної довжини, всього 32 довгих і 78 коротких ліній. Після ретельного вивчення було висунуто припущення, що ці насічки є таблицею спостереження за циклами Місяця. Фрагмент кістки з подібним на цей візерунок були знайдені також у Києво-Кирилівській стоянці археологом В. Хвойкою.

## Галерея

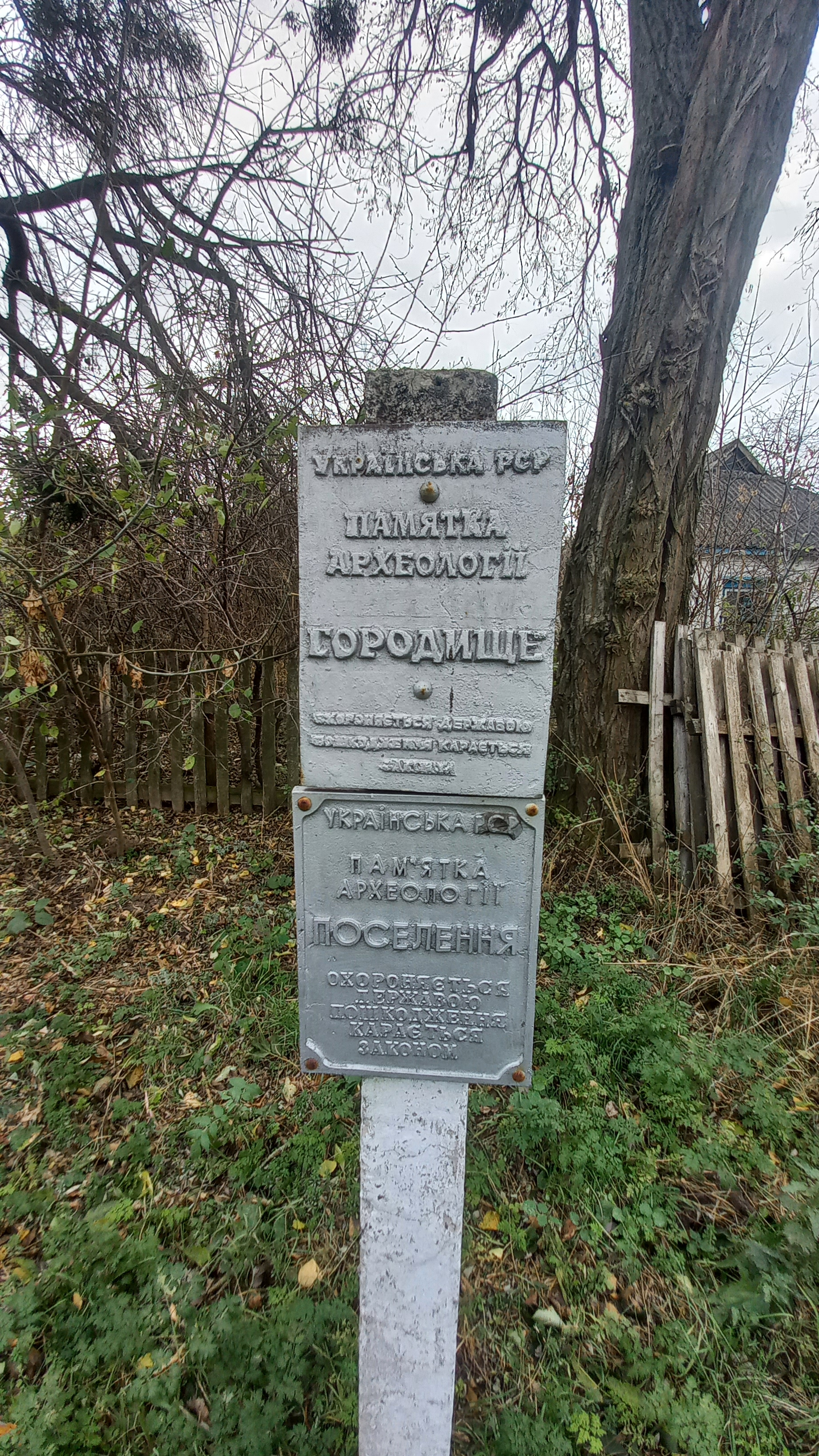
Охоронні знаки
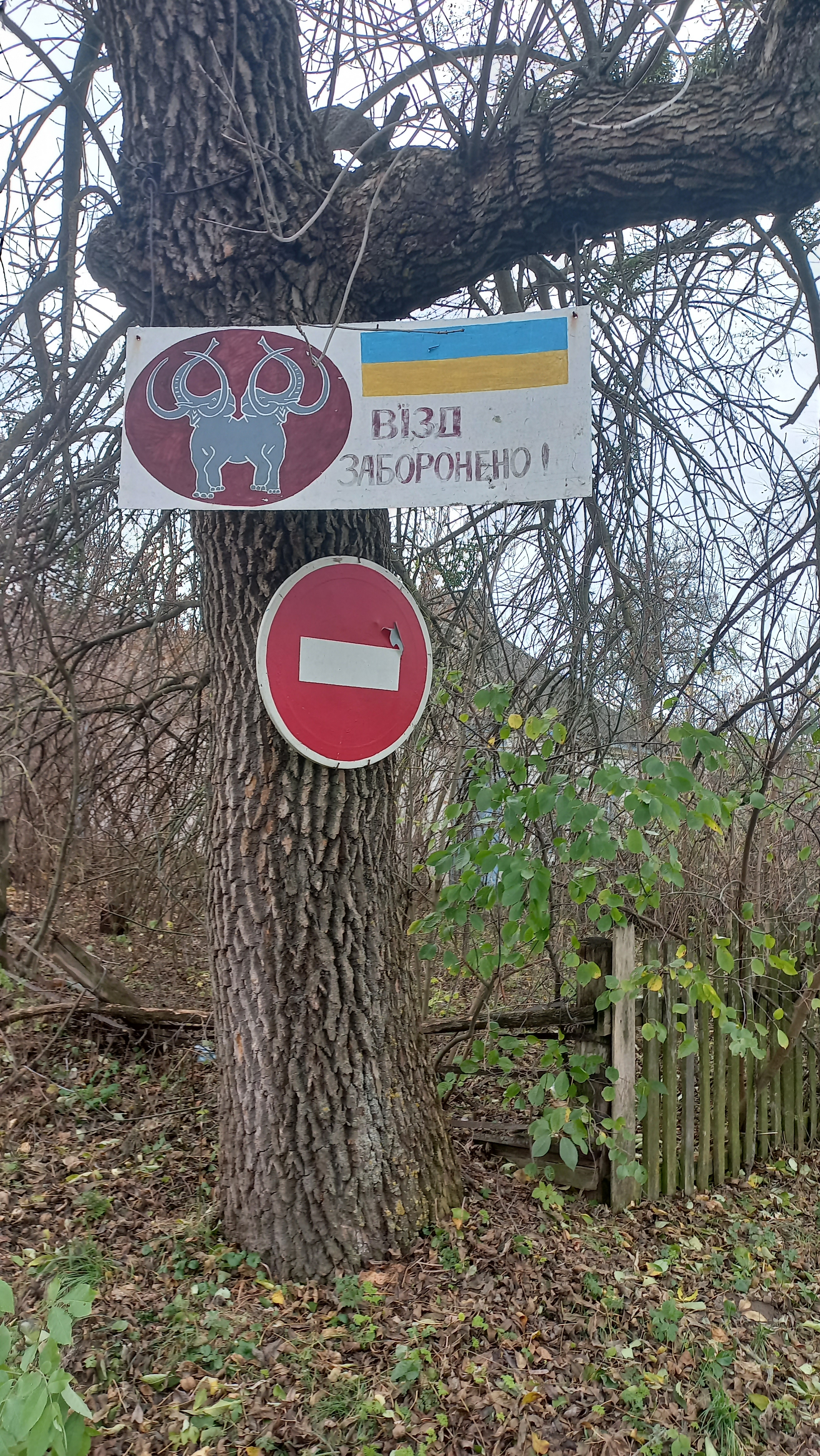
Застерезний знак
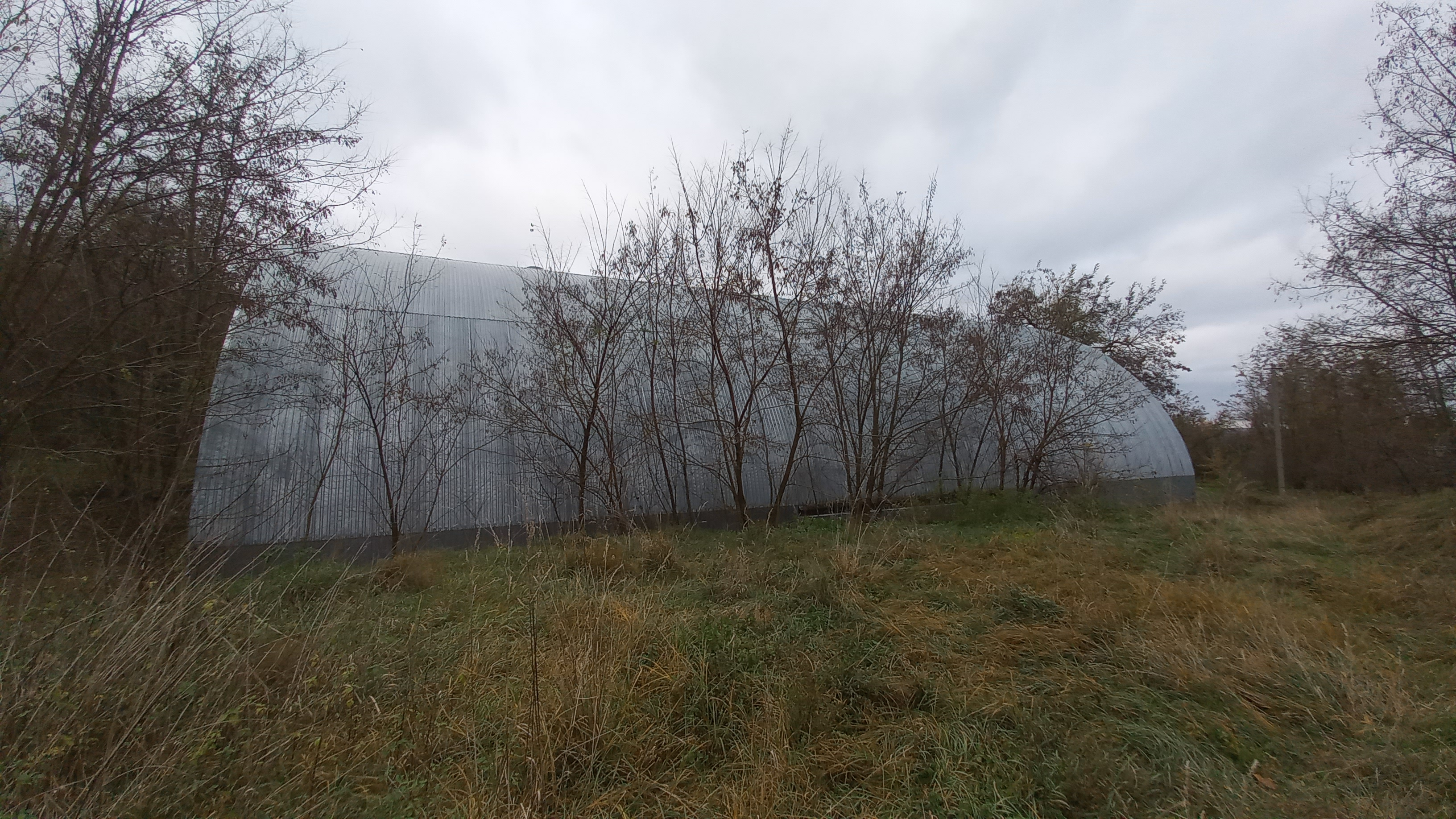
Гінцівська стоянка
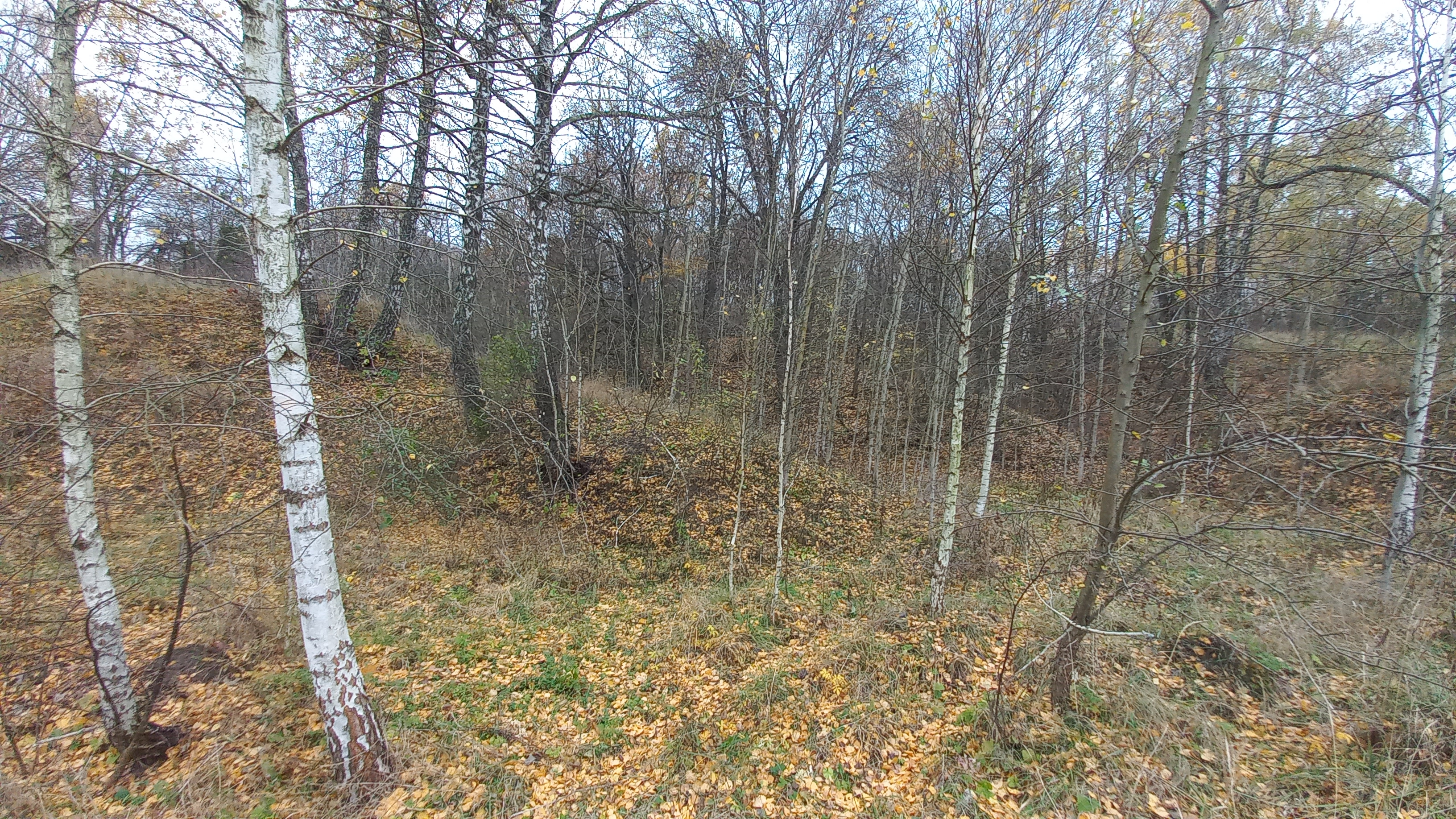
Гінцівська стоянка
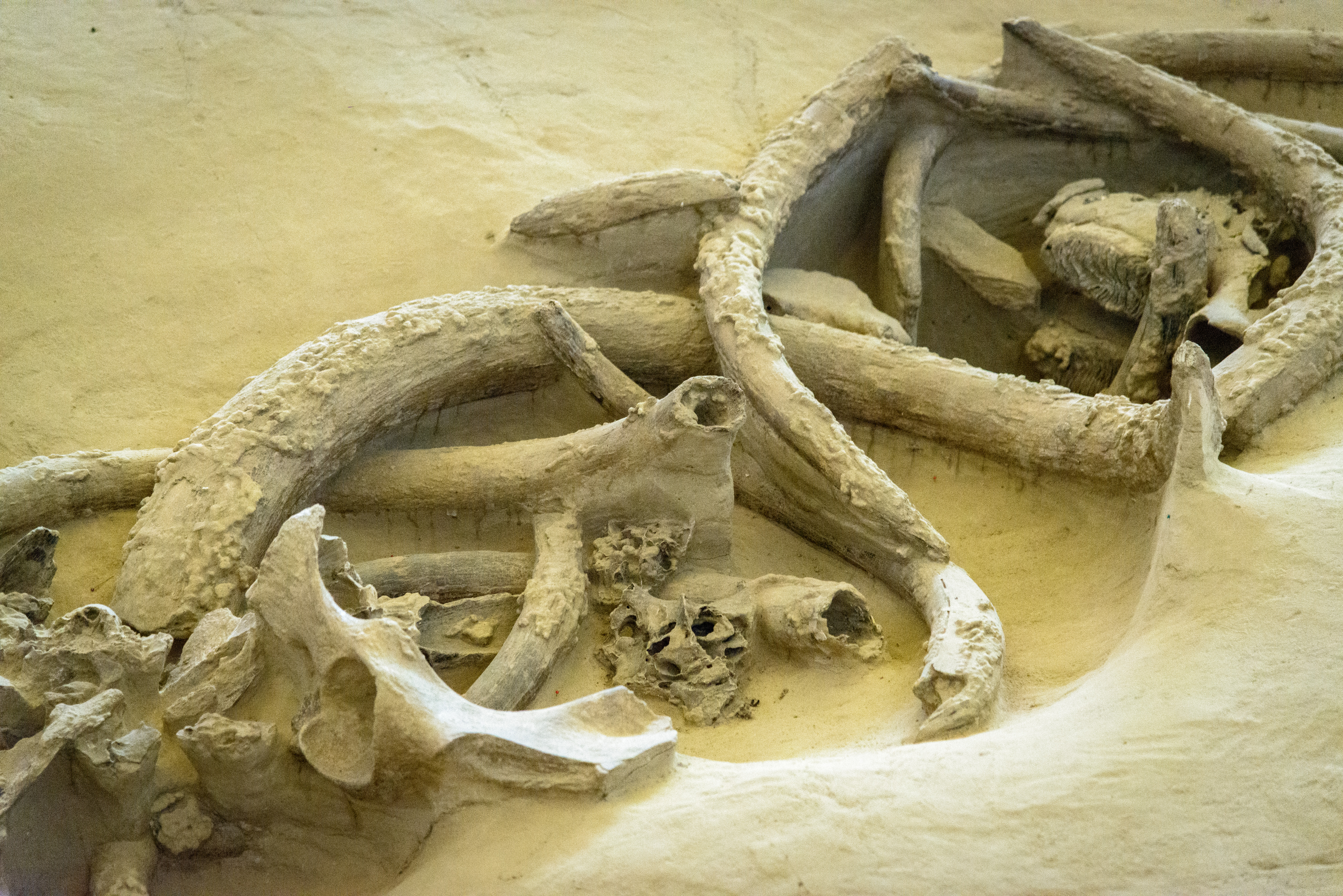
Знахідки